# Judy-Ann Melchior
Judy-Ann Melchior (Maastricht, Países Bajos, 18 de octubre de 1986) es una jinete belga que compitió en la modalidad de salto ecuestre. Ganó una medalla de bronce en el Campeonato Mundial de Saltos Ecuestres de 2010, en la prueba por equipos.

## Palmarés internacional
| Campeonato Mundial | Campeonato Mundial         | Campeonato Mundial | Campeonato Mundial |
| Año                | Lugar                      | Medalla            | Categoría          |
| ------------------ | -------------------------- | ------------------ | ------------------ |
| 2010               | Lexington (Estados Unidos) | Medalla de bronce  | Por equipos        |